# Минёр (минный транспорт, 1892)
Минёр — минный транспорт (минный заградитель) русского Военного ведомства, приписанный к 1-й Кронштадтской Крепостной Минной Роте. Построен в 1892 году в Швеции.
Постановку мин осуществлял исключительно при помощи минных плотиков

В качестве минного заградителя сухопутных военных сил принимал участие в Первой мировой войне, Февральской революции, отражении интервенции стран Антанты в 1918—1919 годах.
Как не входивший в состав Российского Императорского Флота, обойден вниманием большинства справочников кораблей и судов флота до 1917. В 1925 году передан из РККА в РККФ.
В составе РККФ участвовал в Зимней войне и Второй мировой войне.